# 北池袋駅

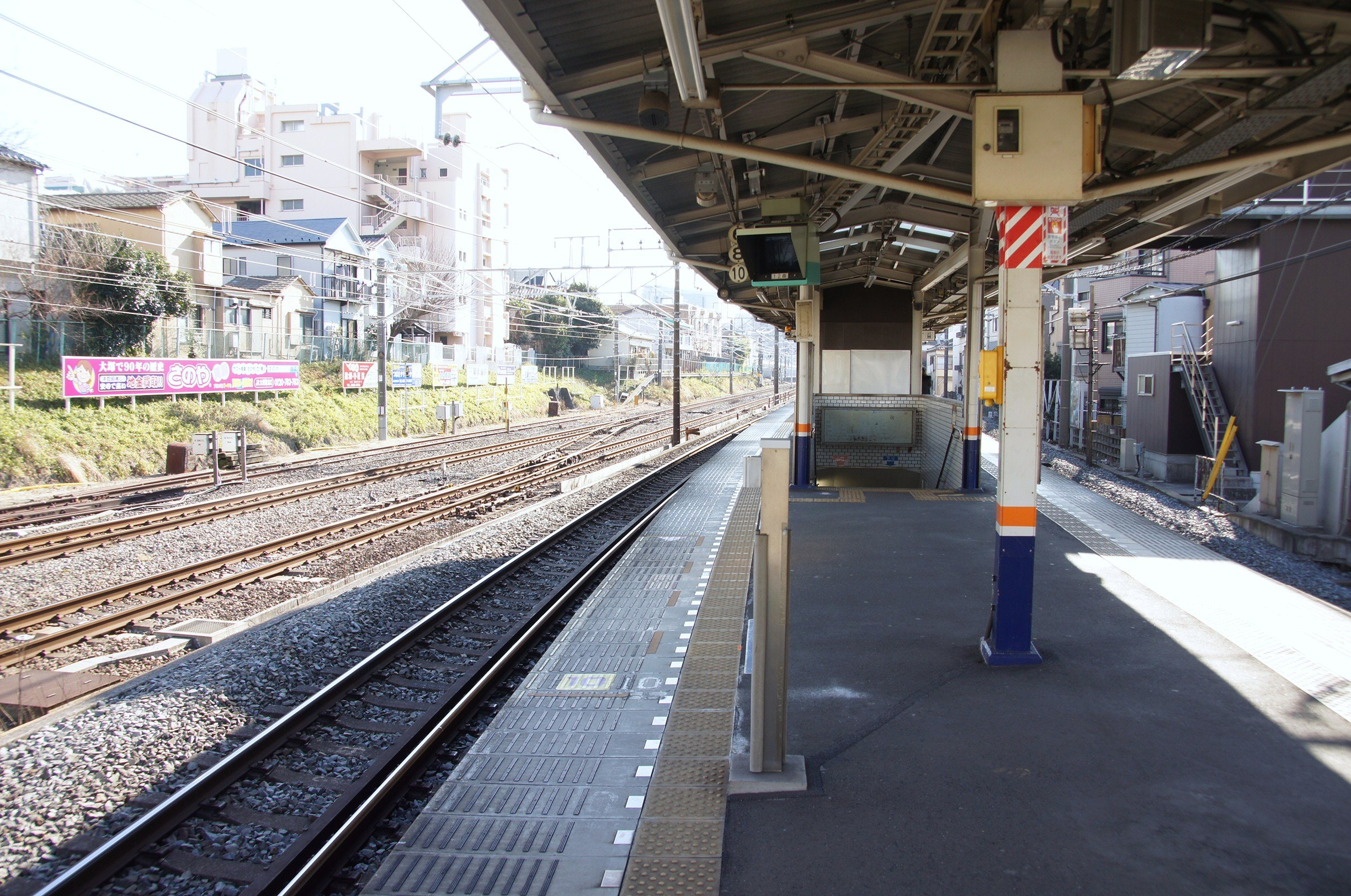
ホーム（2012年2月）

北池袋駅（きたいけぶくろえき）は、東京都豊島区池袋本町一丁目にある東武鉄道東上本線の駅である。駅番号はTJ 02。
併走する東日本旅客鉄道（JR東日本）赤羽線（埼京線）の池袋 - 板橋間にあり、板橋駅や次の下板橋駅が近くにある。下り線は当駅を出ると、北西方向にカーブして下板橋駅へ向かう。下板橋駅までの距離は800 mほどである。

## 年表
- 1934年（昭和9年）5月1日：東武堀之内駅として開業[1]。
- 1945年（昭和20年）
  - 4月13日：東京大空襲により駅舎崩壊[2]。
  - 5月20日：休止[1]。
- 1947年（昭和22年）8月29日：堀之内駅が廃止される[1]。
- 1951年（昭和26年）9月1日：同一地点に北池袋駅が開業[1]。

## 駅構造
島式ホーム1面2線を有する地上駅。ホームの両端に踏切がある。駅舎はホーム北西側にあり、ホームとは地下通路で連絡している。ただし、2006年に設置されたエレベーターは橋上通路で連絡している。
池袋駅終着で折り返し下板橋駅西側の留置線に入庫する回送列車は、優等列車と同様に当駅を通過する。
2009年3月18日より発車メロディの使用を開始した。

### のりば
| 番線 | 路線   | 方向 | 行先     |
| ---- | ------ | ---- | -------- |
| 1    | 東上線 | 下り | 川越方面 |
| 2    | 東上線 | 上り | 池袋行き |

## 利用状況
2024年度の1日平均乗降人員は10,356人である。東上線の東松山以東の駅では最も少ない。
近年の1日平均乗降・乗車人員推移は下記の通り。
| 年度               | 1日平均 乗降人員 | 1日平均 乗車人員 | 出典                |
| ------------------ | ---------------- | ---------------- | ------------------- |
| 1978年（昭和53年） | 14,122           |                  |                     |
| 1990年（平成02年） |                  | 5,619            | [ * 1 ]             |
| 1991年（平成03年） |                  | 5,653            | [ * 2 ]             |
| 1992年（平成04年） |                  | 5,597            | [ * 3 ]             |
| 1993年（平成05年） |                  | 5,381            | [ * 4 ]             |
| 1994年（平成06年） | 10,785           | 5,145            | [ * 5 ]             |
| 1995年（平成07年） |                  | 4,986            | [ * 6 ]             |
| 1996年（平成08年） |                  | 4,767            | [ * 7 ]             |
| 1997年（平成09年） |                  | 4,616            | [ * 8 ]             |
| 1998年（平成10年） | 8,988            | 4,389            | [ * 9 ]             |
| 1999年（平成11年） |                  | 4,183            | [ * 10 ]            |
| 2000年（平成12年） |                  | 4,068            | [ * 11 ]            |
| 2001年（平成13年） | 8,250            | 4,145            | [ 東武 3 ] [ * 12 ] |
| 2002年（平成14年） | 8,099            | 4,082            | [ * 13 ]            |
| 2003年（平成15年） | 8,042            | 4,049            | [ * 14 ]            |
| 2004年（平成16年） | 7,955            | 4,025            | [ * 15 ]            |
| 2005年（平成17年） | 7,925            | 4,003            | [ * 16 ]            |
| 2006年（平成18年） | 7,609            | 3,858            | [ * 17 ]            |
| 2007年（平成19年） | 7,951            | 4,022            | [ * 18 ]            |
| 2008年（平成20年） | 8,290            | 4,216            | [ * 19 ]            |
| 2009年（平成21年） | 8,464            | 4,321            | [ * 20 ]            |
| 2010年（平成22年） | 8,507            | 4,348            | [ * 21 ]            |
| 2011年（平成23年） | 8,402            | 4,268            | [ * 22 ]            |
| 2012年（平成24年） | 8,520            | 4,331            | [ * 23 ]            |
| 2013年（平成25年） | 8,826            | 4,499            | [ * 24 ]            |
| 2014年（平成26年） | 8,921            | 4,551            | [ * 25 ]            |
| 2015年（平成27年） | 9,489            | 4,852            | [ * 26 ]            |
| 2016年（平成28年） | 9,589            | 4,929            | [ * 27 ]            |
| 2017年（平成29年） | 9,902            | 5,101            | [ * 28 ]            |
| 2018年（平成30年） | 10,102           | 5,205            | [ * 29 ]            |
| 2019年（令和元年） | 10,036           | 5,175            | [ * 30 ]            |
| 2020年（令和02年） | 7,783            |                  |                     |
| 2021年（令和03年） | 8,442            | 4,320            | [ 東武 4 ]          |
| 2022年（令和04年） | 9,242            | 4,735            | [ 東武 5 ]          |
| 2023年（令和05年） | 9,819            | 5,043            | [ 東武 6 ]          |
| 2024年（令和06年） | 10,356           | 5,314            | [ 東武 1 ]          |

## 駅周辺
駅の東側には、JR赤羽線（埼京線）と池袋運輸区の電留線が東上線の線路に並行して立地している。駅前後の踏切は、埼京線と合わせて4本の旅客線を跨いでいるために、ラッシュ時には「開かずの踏切」と化している。駅北側（雲雀ヶ谷踏切）には、歩行者専用の地下道が整備されており、階段が急ではあるものの、ラッシュ時には自転車も通行している。
このうち、駅北側を立体化すべく、東京都が事業主体で道路アンダーパス工事を実施している。事業認可期間は、2026年3月までを予定している。
付近には豊島区立池袋本町小学校、豊島区立池袋第一小学校、豊島区立池袋中学校、淑徳巣鴨中学校・高等学校、豊島学院高等学校、昭和鉄道高等学校、東京交通短期大学などの学校や豊島区区民ひろば上池袋、豊島区立上池袋図書館、池袋本町郵便局が立地する。
駅改札口より東方向に進むと上池袋交差点（明治通り）に至り、交差点付近に都営バス草63・64、王40・王55系統「上池袋四丁目」バス停がある。
- ドン・キホーテ北池袋店

## その他
- 第二次世界大戦終戦後、池袋 - 当駅間にあった西山信号所から、グラントハイツ駅行の国鉄蒸気機関車が乗り入れていた。

## 隣の駅
東武鉄道
 東上本線
■TJライナー・■川越特急・■快速急行・■急行・■準急
通過
□普通
池袋駅 (TJ 01) - 北池袋駅 (TJ 02) - 下板橋駅 (TJ 03)

### 利用状況
東京都統計年鑑
1. ↑  東京都統計年鑑（平成2年）
2. ↑  東京都統計年鑑（平成3年）
3. ↑  東京都統計年鑑（平成4年）
4. ↑  東京都統計年鑑（平成5年）
5. ↑  東京都統計年鑑（平成6年）
6. ↑  東京都統計年鑑（平成7年）
7. ↑  東京都統計年鑑（平成8年）
8. ↑  東京都統計年鑑（平成9年）
9. ↑  東京都統計年鑑（平成10年） (PDF)
10. ↑  東京都統計年鑑（平成11年） (PDF)
11. ↑  東京都統計年鑑（平成12年）
12. ↑  東京都統計年鑑（平成13年）
13. ↑  東京都統計年鑑（平成14年）
14. ↑  東京都統計年鑑（平成15年）
15. ↑  東京都統計年鑑（平成16年）
16. ↑  東京都統計年鑑（平成17年）
17. ↑  東京都統計年鑑（平成18年）
18. ↑  東京都統計年鑑（平成19年）
19. ↑  東京都統計年鑑（平成20年）
20. ↑  東京都統計年鑑（平成21年）
21. ↑  東京都統計年鑑（平成22年）
22. ↑  東京都統計年鑑（平成23年）
23. ↑  東京都統計年鑑（平成24年）
24. ↑  東京都統計年鑑（平成25年）
25. ↑  東京都統計年鑑（平成26年）
26. ↑  東京都統計年鑑（平成27年）
27. ↑  東京都統計年鑑（平成28年）
28. ↑  東京都統計年鑑（平成29年）
29. ↑  東京都統計年鑑（平成30年）
30. ↑  東京都統計年鑑（平成31年・令和元年）

東武鉄道の1日平均乗降人員
1. 1 2 3  『駅別乗降人員 2024年度』（PDF）（レポート）東武鉄道、13頁。オリジナルの2025年5月19日時点におけるアーカイブ。2025年5月29日閲覧。
2. ↑  “駅情報（乗降人員）”.   東武鉄道. 2024年7月30日閲覧。
3. ↑  “鉄道事業の概要 2.駅一覧”.   東武鉄道. 2003年8月20日時点のオリジナルよりアーカイブ。2020年5月12日閲覧。
4. ↑  『駅別乗降人員 2021年度』（PDF）（レポート）東武鉄道、2024年、13頁。オリジナルの2024年5月18日時点におけるアーカイブ。
5. ↑  『駅別乗降人員 2022年度』（PDF）（レポート）東武鉄道、2024年、13頁。オリジナルの2024年5月18日時点におけるアーカイブ。
6. ↑  『駅別乗降人員 2023年度』（PDF）（レポート）東武鉄道、2024年、13頁。オリジナルの2024年5月18日時点におけるアーカイブ。